# 西村進
西村 進（にしむら すすむ、1906年1月 - 1951年）は、日本の園芸学者、育種学者、政治家。

## 生涯
長野県埴科郡埴生村（現: 千曲市）生まれ。1928年当時唯一の官立高等園芸学校であった千葉高等園芸学校（現: 千葉大学園芸学部）卒業。花卉園芸における近代交雑植物育種研究の第一人者として活動し、1938年日本の南西諸島および九州南部原産のテッポウユリと台湾固有種のタカサゴユリの交配に着手し、ニシムラテッポウユリ（シンテッポウユリ、新鉄砲百合、Lilium x formolongo）を作出した。1947年日本国における育種法（昭和二十二年法律第百十五号）品種登録制度及び品種登録出願制度の制定において中心的な役割を果たした。1951年ニシムラテッポウユリが日本の品種登録第一号として登録された。また、町議会議員に立候補し当選。同年45歳で死去。
園芸家でフラワーアーティストの柿崎順一は又甥。

## 著作
- 「西村鉄砲ユリの栽培」 記事・論文

掲載誌名: 農耕と園芸 
掲載巻: 6  
掲載号: 9
出版社: 誠文堂新光社
掲載ページ: 13～16  
掲載誌情報（ISSN形式）:13458833　（ISSNL形式）:13458833 
発行日: 1951年9月
- 「おやまりんどうの作り方」 記事・論文

掲載誌名: 新園芸 (別册)
掲載号: 4
出版社: 朝倉書店
掲載ページ: 178-179
発行日: 1950年4月
- 「リアトリスの作り方」 記事・論文

掲載誌名: 新園芸 (別册)
掲載号: 4
出版社: 朝倉書店
掲載ページ: 176-178
発行日: 1950年4月
- 「グラジオラスの作り方」 記事・論文

掲載誌名: 新園芸 (別册)
掲載号: 4
出版社: 朝倉書店
掲載ページ: 156-159
発行日: 1950年4月